# 大東クレジットサービス
株式会社大東クレジットサービス（だいとうクレジットサービス、DAITO CREDIT SERVICE Co.,Ltd.）は、株式会社大東銀行の連結子会社で、クレジットカード会社である。
MUFGカードのフランチャイジー、VJAのブラザーカンパニーであり、大東銀行の顧客基盤を基にクレジットカードの発行や加盟店の開拓を行っている。

## クレジットカード
「大東MUFGカード」（国際ブランドはMasterCardのみ）「大東VISAカード」「大東カードAmerican Express」を発行している。前二者にはオプションとしてETCカードが設定されているが、券面のデザインは異なる。